# Oszkár Abay-Nemes
Oszkár Abay-Nemes (hongarès: Abay-Nemes Oszkár)  (Bratislava i Veľký Diosek, 22 de setembre de 1913 - Pécs, 30 de gener de 1959) fou un nedador hongarès que va competir durant la dècada de 1930.
El 1936 va prendre part en els Jocs Olímpics d'Estiu de Berlín, on va disputar dues proves del programa de natació. Va guanyar la medalla de bronze en els 4x200 metres lliures, formant equip amb Árpad Lengyel, Ödön Gróf i Ferenc Csík, mentre en els 100 metres lliures quedà eliminat en sèries.
El 1935 es va graduar en dret per la Universitat de Pécs. El 1941 es va retirar i començà a exercir d'advocat. S'inicià en la política al Partit Independent Cívic de Petits Propietaris i Treballadors Agraris i el 1947 fou escollit diputat pel Partit Popular Democràtic. Va deixar el partit el 1948 i es va unir al Front Popular de la Independència d'Hongria. Es presentà a les eleccions de 1949, però no fou escollit. El 1956 va defensar alguns dels participants en la revolució hongaresa, per la qual cosa fou purgat i se li prohibí exercir d'advocat a partir de 1958. Després d'un temps a l'atur aconseguí una feina de miner, on patí un important accident que li acabà provocant la mort el 1959.